# Herald of the Morning

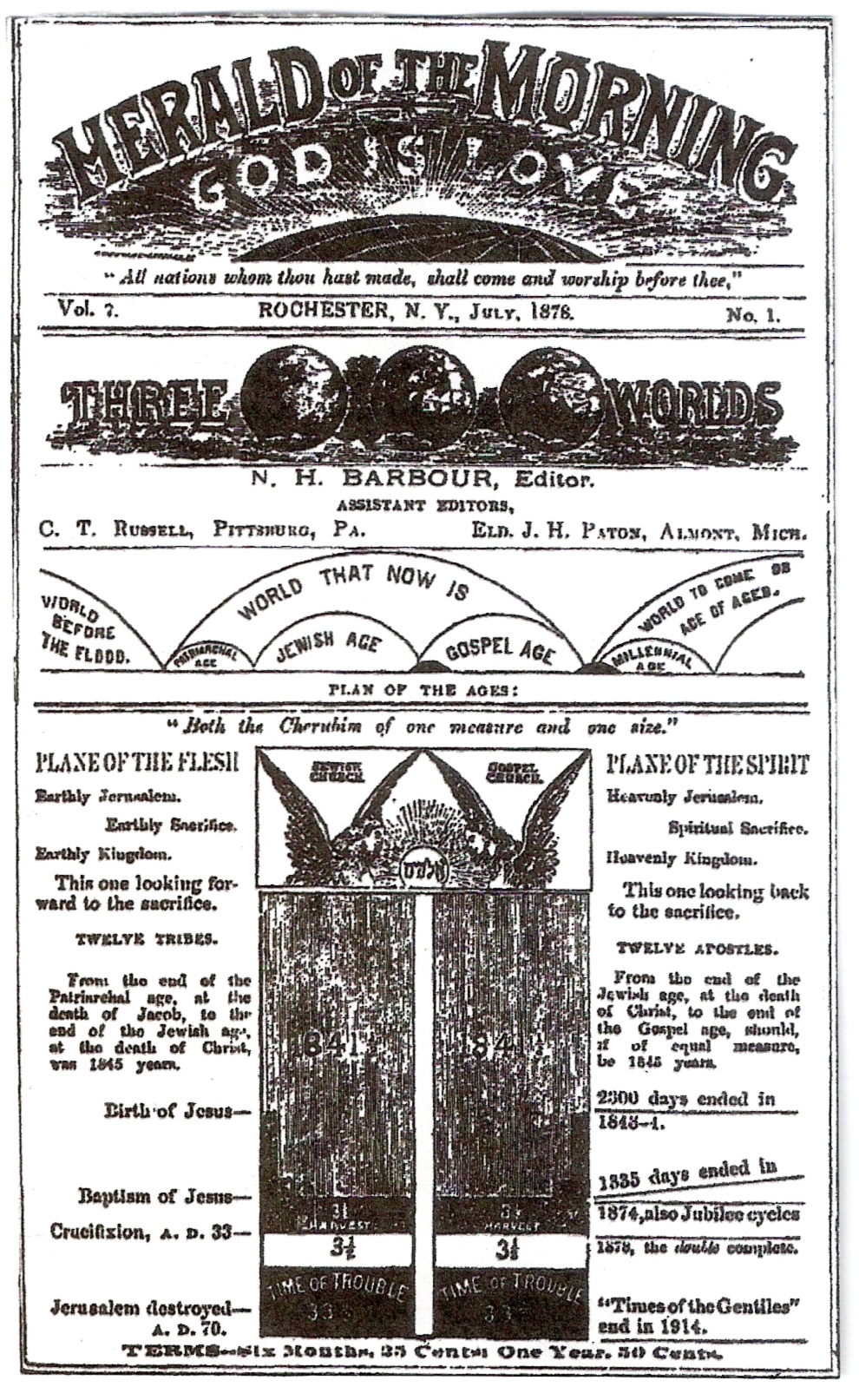
Herald of the Morning herausgegeben von Nelson H. Barbour und Charles Taze Russell Ausgabe 1878

Herald of the Morning (engl.: „Der Herold des Morgens“ bzw. anfänglich The Midnight Cry, engl.: „Der Mitternachtsruf“) war eine christliche Zeitschrift, die von dem Adventisten Nelson Homer Barbour von 1873 bis 1903 in Boston, Massachusetts herausgegeben wurde.
Der Prediger und spätere Gründer der Bibelforscherbewegung, Charles Taze Russell, beteiligte sich von 1876 bis 1879 finanziell und redaktionell an der Zeitschrift. Wegen theologischer Differenzen gab Russell ab 1879 seine eigene Zeitschrift mit der Bezeichnung Zion´s Watch Tower and Herald of Christ´s Presence heraus.